# Tollent
Tollent é uma comuna francesa na região administrativa de Altos da França, no departamento de Pas-de-Calais. Estende-se por uma área de 4,31 km². Em 2010 a comuna tinha 95 habitantes (densidade: 22 hab./km²).